# Мартен Андерсон
Мартен Андерсон (на шведски: Mårten Andersson, 26 ноември 1974 г.) е шведски и американски бас китарист и член на хардрок и хевиметъл групите на Лита Форд, „Стийлхарт“, „Лизи Бордън“, Lynch Mob на Джордж Линч, Дарио Лорина от Black Label Society.

## Кариера
Роден като единствено дете в покрайнините на Стокхолм, Мартен проявява интерес да стане музикант, след като е бил изложен на групи като „Кис“ и „Айрън Мейдън“. Мартен има страст да свири на различни музикални инструменти, но скоро смята баса за свой основен инструмент. Веднъж Мартен помолил баща си да му купи китара само за да я размени за бас две седмици по-късно. На 16-годишна възраст той вече е изнасял концерти и е записвал с различни местни групи, но е имал по-големи стремежи. Той иска да поеме към Холивуд. На 18-годишна възраст Мартен се премества в Лос Анджелис, за да учи музика и не след дълго започва да обикаля света и да записва с хевиметъл групата „Лизи Бордън“, наречена на главния вокалист на групата и известен със своите скандални и театрални сценични представления.
Мартен Андершон прекарва следващото десетилетие с „Лизи Бордън“, записвайки компактдискове и свирейки на турнета заедно с групи като: „Дийп Пърпъл“, Kings X, „Дио“, У.А.С.П. и „Моторхед“. „Лизи Бордън“ издава 9 албума и прави турне в САЩ, Южна Америка, Канада, Европа и Азия. „Лизи Бордън“ прави предпремиера на Deal With the Devil на Wacken Open Air Festival пред 35 хиляди души, последвано от световно турне. Дългогодишният фен на „Лизи Бордън“, художникът и мултимедиен предприемач Тод Макфарлейн (най-известен със създаването си на Spawn и стилистичната ревизия на Спайдър-Мен) е привлечен да улови същността на „Лизи Бордън“ за сценичното шоу и обложката на компактдиска. Трагедия сполита групата, когато китаристите Алекс Нелсън (2004) и Кори Джеймс (2009) са убити в различни автомобилни катастрофи, като тази на Нелсън довежда до разпадането на групата между 2004 и 2006 г.
В края на 90-те години Андерсон свири с китариста на Джесика Симпсън и Дженифър Лопес Джой Басу, както и записва два компактдиска, озаглавени Second to None (1996) и The Rocks (2000) с The Jonas Hansson Band, фронтмен от шведския китарист Йонас Хансон. Хансон е смятан от мнозина за един от първите китарни герои[ неясно? ], излезли от Скандинавия. Групата включва членове на „Алис Купър“, Alcatrazz, Marty Friedman Band („Мегадет“) и Silver Mountain.
През 2001 г. Мартен Андерсон издава солов проект, озаглавен Legacy, с различни гост-музиканти, включително Йонас Хансон, който е копродуцент и свири на водеща китара. Андерсон изпълнява задълженията[ неясно? ] на бас и ритъм китара. Дискът е миксиран и продуциран от Андерсон и Хансон в Mastergroove Studio's в Granada Hills, Калифорния с помощта на собственика на Mastergroove Studio Dave Morse („Аеросмит“, „Гънс Ен Роузис“, „Ван Хален“ и „Уорънт“). Дискът получава отлични отзиви в пресата за хардрок, хевиметъл, но не предизвиква много шум в масовите медии.
През 2003 г. Мартен съосновава холивудската рок група Starwood с Лизи Бордън), Джоуи Скот и Джо Стълс. Групата (считана от някои за актуализирана, по-модерна версия на „Лизи Бордън“) издава своя дебютен компактдиск If It Ain't Broke, Break It! по целия свят на Metalblade Records (2005). Нейният характерен високоенергиен рок в духа на „Велвет Риволвър“, „Гънс Ен Роузис“ и The Darkness прави Starwood популярна само след един албум и събира видеоклипове на много места по света с видеоклипове за песните Subculture и Bad Machine. Групата прави поредица от успешни концерти през 2005 г. и се твърди, че работи върху последващ компактдиск, но това никога не е потвърдено.
През 2003 г. Мартен е избран от бившия китарист на групата на Дон Докен, Джордж Линч да се присъедини към неговата група Lynch Mob. Това сътрудничество продължава 7 години и 5 турнета с групата, които включваха[ неясно? ] маратон от 26 концерта за 30 дни и много обсъждано участие в The Tonight Show с Джей Лено. Съставът е: Джордж Линч – китари, Андрю Фрийман – вокали, Вини Апис („Блек Сабат“, „Дио“) – барабани и Мартен Андерсон – бас
През 2006 г. музикантите от „Лизи Бордън“ обявяват, че са се реформирали с новия китарист Ira Black и на 1 ноември 2007 г. Appointment With Death е издаден по целия свят. Компактдискът също включва гостувания на George Lynch (Dokken/Lynch mob), Jonas Hansson (Silver Mountain), Дейв Меникети (Y&T), Кори Болю (Trivium) и други. Видеото към Tomorrow Never Comes е номинирано за видео на годината и е в топ 25 на метъл видеоклиповете за 2008 г. на MTV Headbangers Ball. Премиерата на следващото видео към Under Your Skin е през април същата година.
В началото на 2008 г. групата обявява различни участия на фестивали, включително Sweden Rock Festival (Швеция), Kobetasonik festival (Испания) и Bang Your Head Festival (Германия). През ноември 2008 г. Лизи Бордън прави турне в Съединените щати с финландските Monster Rockers Lordi. Лизи Бордън е хедлайнер от първия ден на двудневния фестивал Keep It True XII в Tauberfrankenhalle в Лауда-Кьонигсхофен, Германия. През 2010 г. групата свири на фестивалите Rocklahoma и Rock Gone Wild в Северна Америка и обявява дати за турне в Япония и 2 обширни европейски турнета, изпълняващи в 15 държави, включително участия на фестивали по целия свят.
През 2011 г. „Лизи Бордън“ стартира турнето Summer of Blood в Северна Америка, последвано от европейската версия, озаглавена Death Takes a Holiday Tour, фестивалните участия през 2011 г. включват Heaven and Hell Metal Fest, Christmas Metal Festival, Hard Rock Hell Festival.
През 2012 г. „Лизи Бордън“ участва на различни фестивали на открито в Мексико и Европа. Фестивалите включват Hellfest Open Air Festival в Clisson Франция и Gods of Metal в Милано Италия. И двата фестивала са с Ози Озбърн, „Мотли Крю“, „Гънс Ен Роузис“ и др. Те се завръщат в Европа през юли 2012 г., за да свирят на фестивала Zwarte Cross в Холандия, Headbangers Open Air в Германия и за първи път в кариерата си на българския фестивал, „Каварна рок фест“.
През 2013 – 2014 г. „Лизи Бордън“ прави премиера на турнето си 30 years of American Metal на 70 000 tons Metal Cruise, последвано от турнета в Северна Америка, Южна Америка и европейски фестивали като шведския фестивал Skogsrojet и южнокорейския фестивал Pentaport. „Лизи Бордън“ обявява едномесечно европейско зимно турне, което започва в Мадрид, Испания и завършва в Москва, Русия на 23 ноември 2014 г.
През 2013 г. Мартен свири на бас в първия солов запис на китариста Дарио Лорина (Black Label Society), дискът е озаглавен Dario Lorina, издаден на 10 септември 2013 г. чрез Shrapnel Records.
През 2017 г. Мартен се появи във втория солов албум на Дарио Лорина, озаглавен Death Grip Tribulations, издаден от Shrapnel Records на Майк Варни.
От 2016 – 2022 г. Мартен записва и прави турнета по целия свят (САЩ/Европа/Азия) с хардрок групата „Стийлхарт“. „Стийлхарт“ е с фронтмен певеца Миленко Матиевич. Фестивалните изяви включват UK Rockingham 2016, Busan Rock Festival Южна Корея 2017 (пред 50 000 души), Sweden Rock Festival 2018, Rockfest 80s festival 2017 и 2018, Monsters Of Cruise 2020, M3 Festival (2021).
През 2022 г. Мартен се присъединява към групата на бившия китарист на Runaways Лита Форд за световно турне и записи. Изявление на Лита Форд гласи: „Мартен носи на сцената звук и динамичен стил с висока енергия на свирене на бас китара като товарен влак, който тегли гръм през ураган“.